# برايان كوغان
برايان كوغان (بالإنجليزية: Brian Cogan)‏ هو محامي وقاضي أمريكي، ولد في 1954 في شيكاغو في الولايات المتحدة.